# Makgeolli
Makgeolli (koreanisch 막걸리 mak.k͈ʌl.li, übersetzt in etwa „grob gefiltert“), auch Takju (탁주 Hanja 濁酒, zu deutsch: trüber Alkohol) oder Nongju (농주 Hanja 農酒 zu deutsch: Bauern-Alkohol) genannt, ist ein naturtrübes alkoholisches Getränk aus Korea mit einem Alkoholgehalt von meist 5–8 Vol.-%, in einigen Fällen auch bis zu 13 Vol.-%. 

## Herstellung und Eigenschaften
Es wird aus Reis unter Zugabe von Wasser, Nuruk (Weizen oder Reis mit Aspergillus oryzae-Kulturen) und Hefe hergestellt, ist nur grob gefiltert und daher milchig-weiß und von mildem, leicht säuerlichem und süßlichem Geschmack. Manchmal werden Varianten mit weiteren Zutaten wie Mais, Salatchrysantheme oder Ginseng angeboten. Im Vergleich zu vielen anderen Alkoholsorten ist Makgeolli reich an Proteinen und enthält weniger Nahrungsenergie. Durch die Milchsäurebakterien und Hefen ist das Getränk außerdem mit Vitaminen und etwas Kohlensäure angereichert. Bekannt für seine Süße und den starken Geschmack ist der Idong-Makgeolli, der in der Stadt Pocheon in der Provinz Gyeonggi-do hergestellt wird. Makgeolli aus großen Produktionen wird heutzutage oft mit dem künstlichen Süßungsmittel Aspartam versetzt, was sich nach der Meinung vieler Kritiker negativ auf den Geschmack auswirkt. Häufig wird Makgeolli nicht pasteurisiert und reift in der Flasche nach dem Abfüllen weiter. Diese Variante nennt sich Saeng-Makgeolli (생막걸리).

## Geschichte
Die ältesten Nachweise von Makgeolli finden sich aus der Silla-Dynastie. Damit gilt es als älteste Alkoholsorte in Korea. Früher galt Makgeolli als Getränk der Bauern und Arbeiterklasse und wurde in vielen Haushalten selbst gebraut. Gegen Ende 20. Jahrhundert wurde Makgeolli, das bis dahin beliebteste alkoholische Getränk Koreas, immer stärker von Soju und importierten Weinen verdrängt, erfreute sich im 21. Jahrhundert aber wieder zunehmender Beliebtheit. In Südkorea finden sich heute zahlreiche Makgeolli-Bars und manche pasteurisierten und somit haltbaren Sorten werden auch weltweit exportiert. Durch die Pasteurisierung verliert Makgeolli jedoch an Aroma.
Seit dem 5. August 2010 gibt es in Südkorea ein Zertifizierungssystem für Makgeolli.

## Galerie

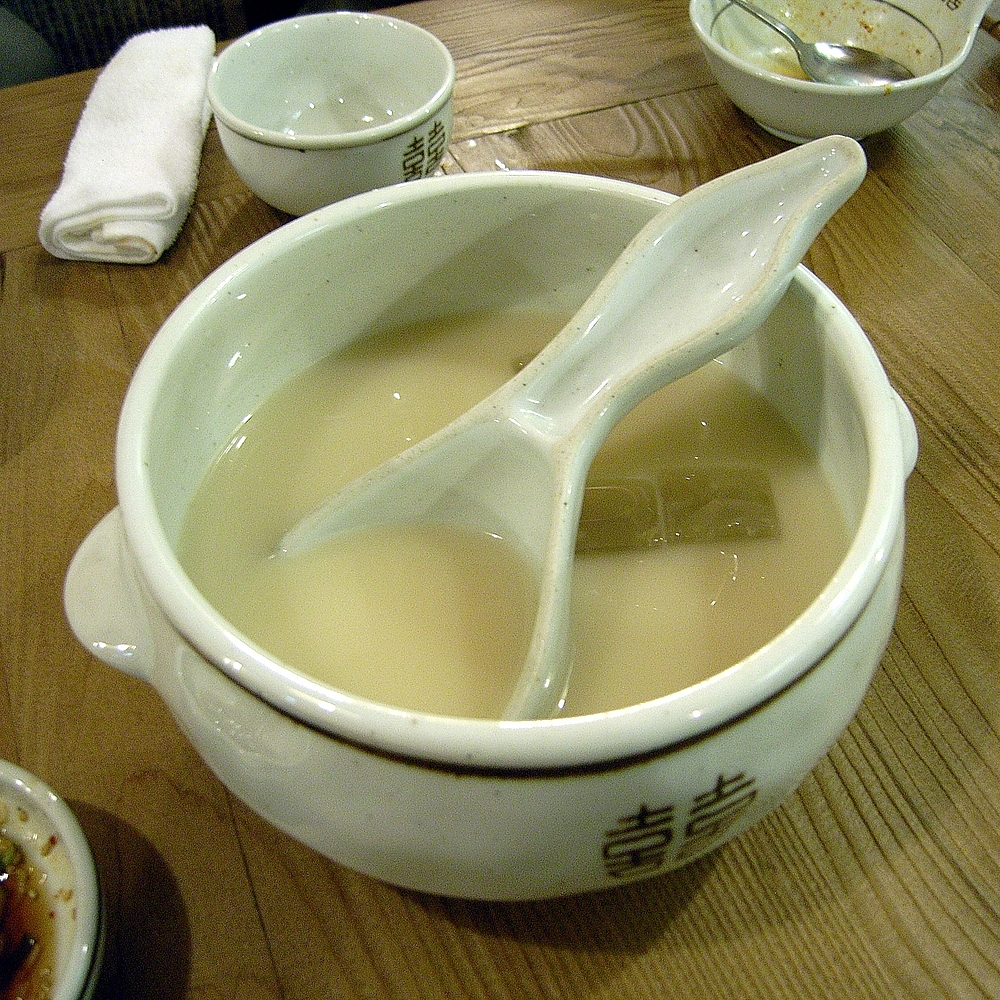
Traditionell wird Makgeolli in einer Schüssel serviert
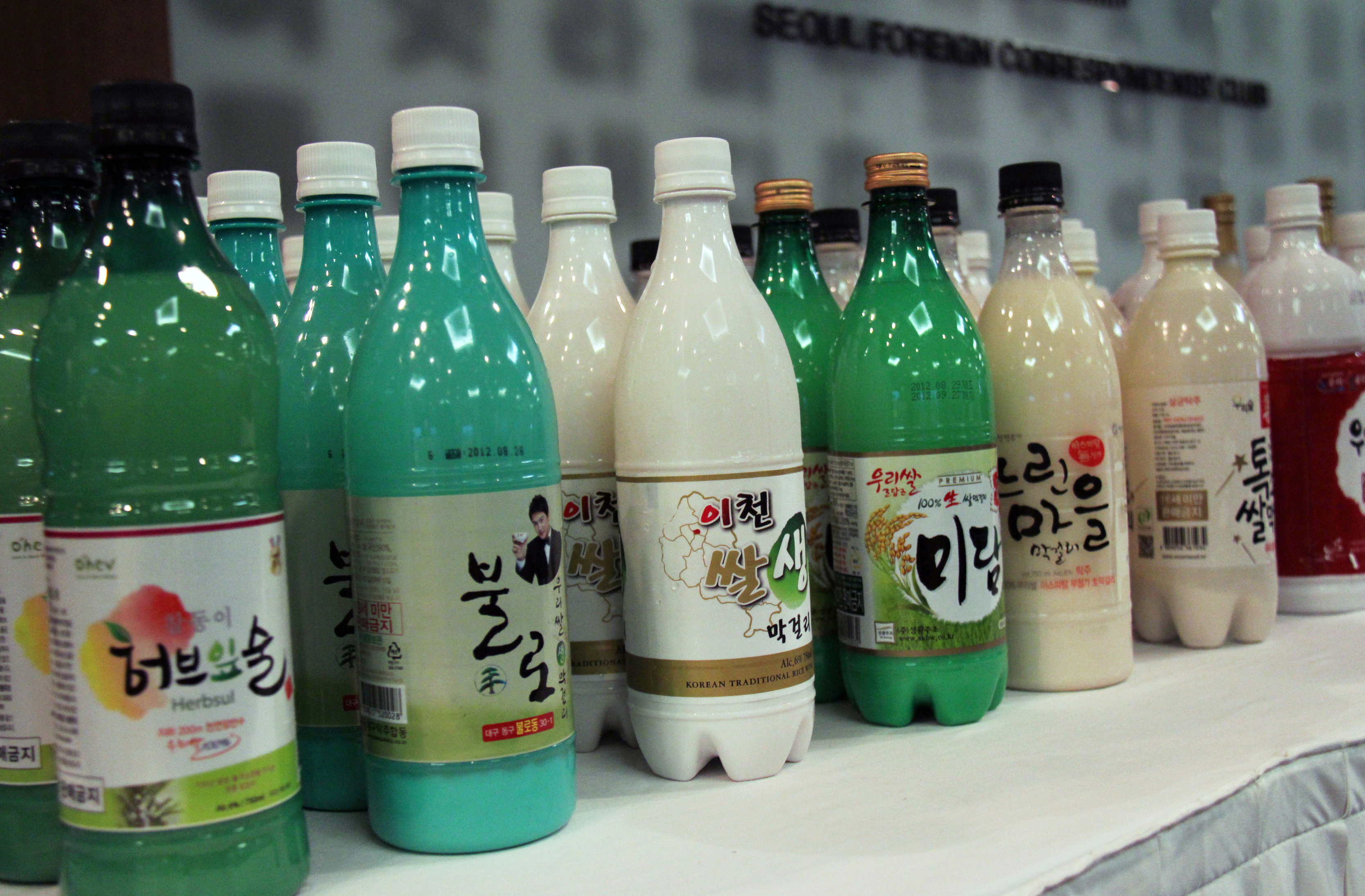
Verschiedene Makgeolli-Flaschen
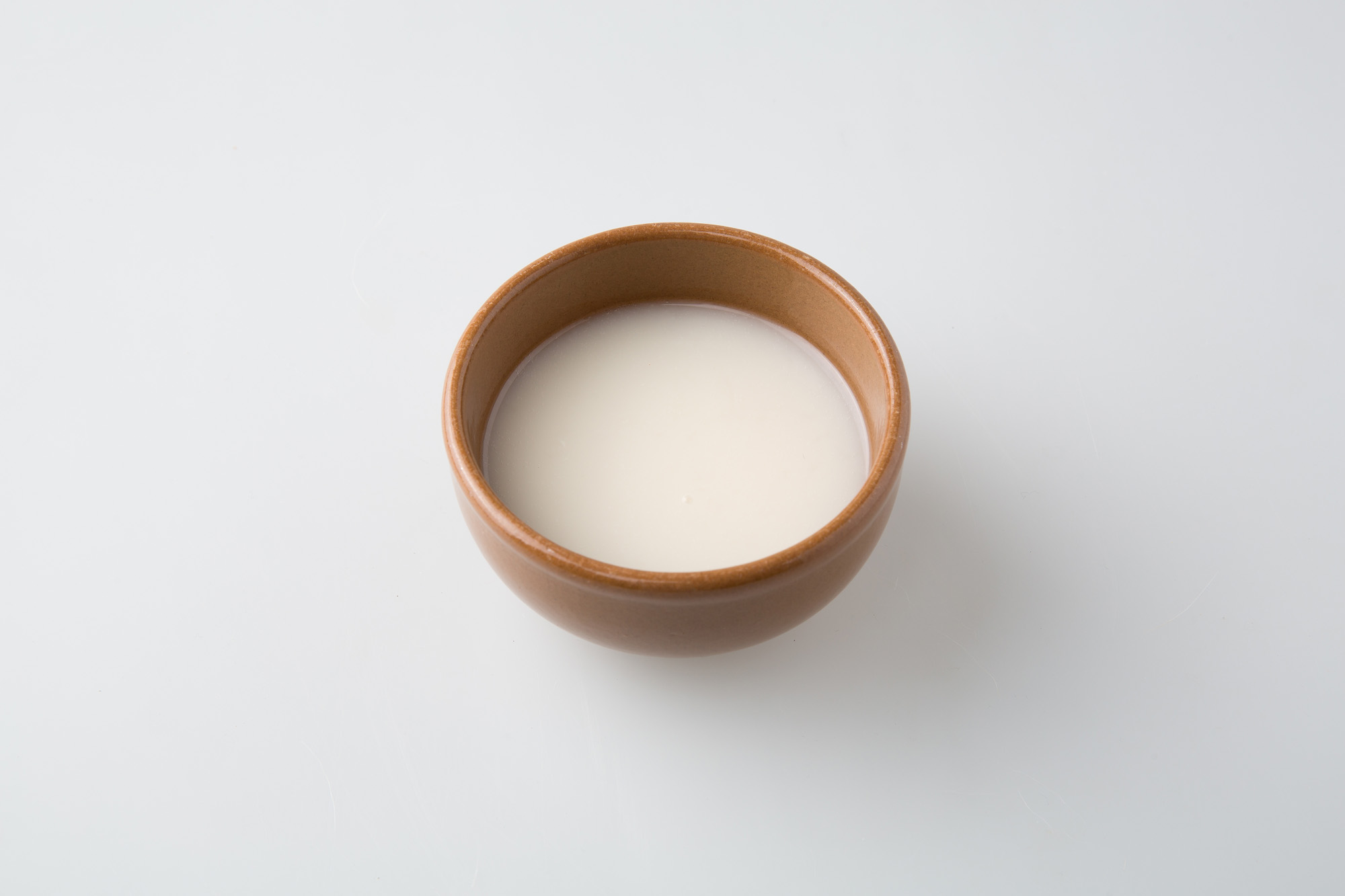
Makgeolli in einer traditionellen Trinkschale
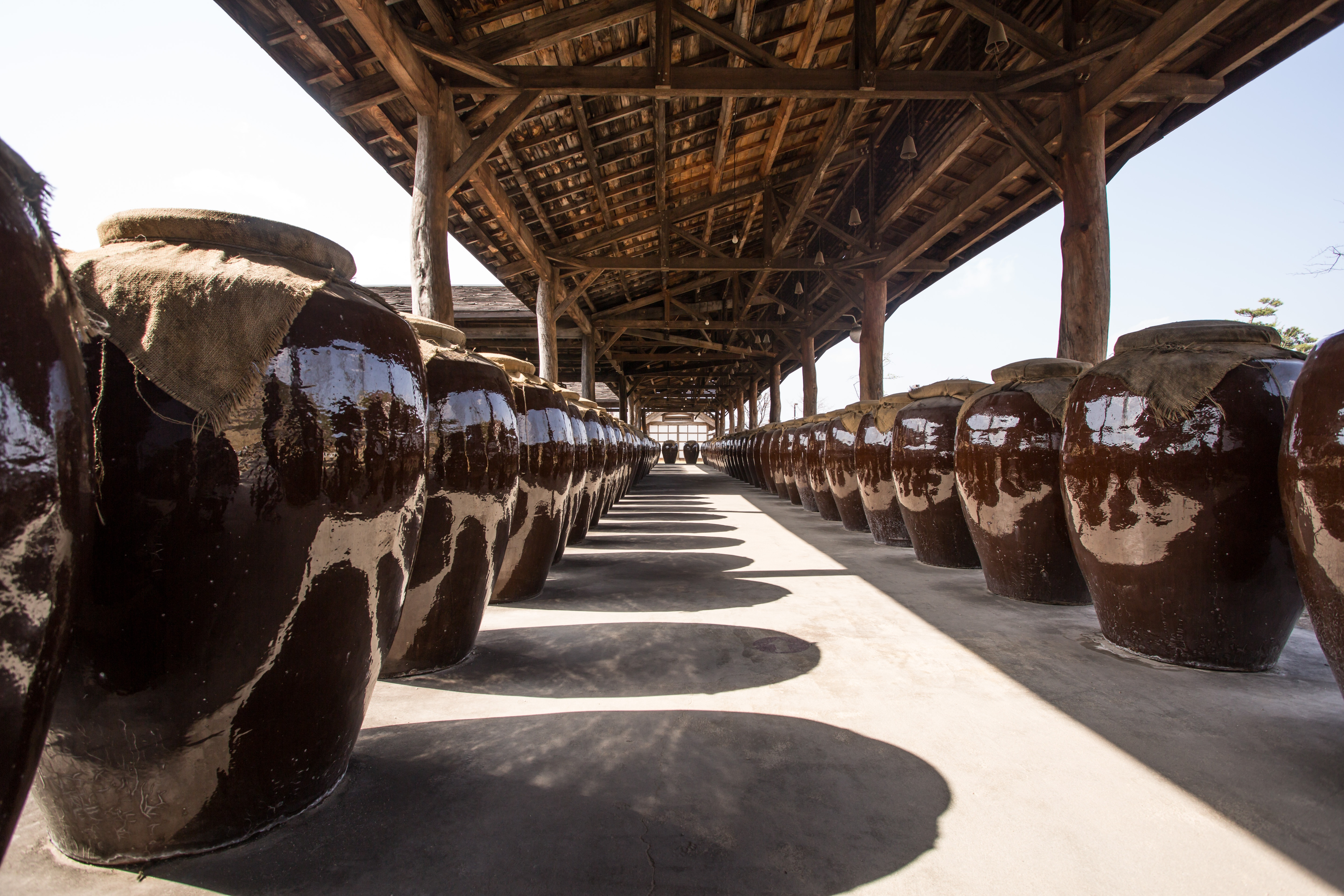
Traditionelle Makgeolli-Herstellung